# Gus Trikonis
Gus Trikonis, né à Manhattan (New York) le 21 novembre 1937, est un acteur, danseur et réalisateur américain.

## Biographie
Gus Trikonis a été marié avec l'actrice, productrice et réalisatrice Goldie Hawn.

## Filmographie partielle

### Au cinéma

#### Comme acteur
- 1961 : West Side Story : Indio
- 1964 : La Reine du Colorado (The Unsinkable Molly Brown) : Joe
- 1964 : Pajama Party : Pajama Boy
- 1966 : La Canonnière du Yang-Tse (The Sand Pebbles) : Restorff
- 1967 : Le Massacre de la Saint-Valentin : Rio
- 1968 : The Hellcats : Scorpio

#### Comme réalisateur
- 1969 : The Sidehackers
- 1978 : Le Couloir de la mort (The Evil)
- 1980 : Touched by Love
- 1981 : Ça passe ou ça casse (en) (Take This Job and Shove It)
- 1983 : Pris au piège (en) (Dance of the Dwarfs)

### À la télévision

#### Comme réalisateur
- 1986 : La Cinquième Dimension : saison 1, 2 épisodes et saison 2, 2 épisodes
- 1985 : Délit de fuite (en) (Love on the Run)
- 1995-1997 : Un privé à Malibu